# Via Crucis di San Giuseppe
La Via Crucis della chiesa di San Giuseppe a Brescia è un ciclo di quattordici dipinti a olio su tela (129×90 cm ognuno) di Giovanni Antonio Cappello, databile al 1713 e conservata lungo le pareti delle due navate laterali.

## Storia
L'esecuzione di una nuova Via Crucis rientra nell'intensa attività produttiva che ebbe il Cappello nel monastero di San Giuseppe nel primo ventennio del Settecento, dove dipinse alcune tele per gli altari, tra cui la monumentale pala per l'altare maggiore, e affrescò parte dei chiostri. Il ciclo si è mantenuto integralmente nel corso dei secoli e ancora oggi assolve al suo scopo liturgico per l'aula della chiesa.
Un integrale restauro è stato praticato nel 1981: le tele mostravano numerose lacerazioni, abrasioni e spesso profonde ridipinture. Ognuna è stata liberata dagli strati pittorici successivi, sono state saldate le lacerazioni e tutti i pannelli sono stati foderati.

## Descrizione
Il ciclo si presenta come una tradizionale Via Crucis e rispetta i canoni iconografici stabiliti dalla tradizione pittorica sul tema. Vi sono in tutto quattordici tele, ognuna raffigurante un momento saliente della passione di Gesù.

## Stile
Nell'esecuzione delle varie stazioni è rilevabile come il Cappello si dimostri più immediato, meno convenzionale e forse più commosso dal soggetto rappresentato rispetto alla sua consueta produzione. Il ciclo costituisce un precedente raro nelle altre Via Crucis bresciane settecentesche, che prenderanno come modello assoluto la Via Crucis dipinta da Giandomenico Tiepolo tra il 1747 e il 1749 per la chiesa di San Polo a Venezia.
Nei pannelli del Cappello, il racconto si fa dimesso ed essenziale, tanto che molti possono apparire bozzetti da trasferire in grandi dimensioni, per poi riempirli di figure.
Non è nota la collocazione cronologica del ciclo, fissabile comunque al 1713 in concomitanza con gli affreschi del chiostro, ai quali rimandano per affinità stilistiche.